# Roman Vlad
Roman Vlad (Cernăuți, 29 dicembre 1919 – Roma, 21 settembre 2013) è stato un compositore, musicologo e pianista rumeno naturalizzato italiano.

## Biografia
Nato nell'allora Regno di Romania a Cernăuţi (odierna città ucraina di Černivci), conseguì il diploma in pianoforte nella sua città natale e si trasferì nel 1938 in Italia, prima dello scoppio della seconda Guerra Mondiale.
Cittadino italiano dal 1951, fu allievo di Alfredo Casella nei corsi di perfezionamento presso l'Accademia nazionale di Santa Cecilia, dove ottenne il diploma nel 1942. Nello stesso anno una sua composizione (Sinfonietta) ottenne il Premio Enescu.
Dal matrimonio con Licia Borrelli, durato più di sessant'anni, ha avuto due figli: Alessio, compositore e direttore d'orchestra, e Gregorio, fisico del plasma.
Nel secondo dopoguerra Vlad, oltre alle sue attività di compositore e di pianista, si fece apprezzare internazionalmente come musicologo e conferenziere: nel 1954 e 1955 tenne corsi di musicologia alla Summer School of Music di Dartington Hall, partecipando inoltre a congressi e seminari in tutta Europa, in America ed in Giappone.  Dal 1958 fu direttore della sezione musica dell'Enciclopedia dello spettacolo, mentre dal 1967 ha condiretto la Nuova Rivista Musicale Italiana.

Dal 1980 è stato per due anni presidente della CISAC (Confédération Internationale des Auteurs et Compositeurs); dal 1987 al 1993 è stato presidente della SIAE.
Come musicologo si è occupato prevalentemente degli autori del Novecento, spesso con intenti principalmente divulgativi; ha infatti pubblicato saggi ed ha collaborato frequentemente con la Rai (nel 1964 realizzò il programma Specchio Sonoro, su vari compositori del primo '900) e con numerose riviste, specializzate e non.
Roman Vlad ha spesso ricoperto alte cariche in varie istituzioni musicali italiane: direttore artistico dell'Accademia Filarmonica Romana per due mandati, negli anni cinquanta e sessanta, è stato in seguito direttore artistico del Teatro Comunale di Firenze (1968-1972) e dell'Orchestra Sinfonica di Torino della RAI (1973-1989), presidente della Società Aquilana dei Concerti (1973-1992) e dell'Accademia Filarmonica Romana (dal 1994 al 2007), membro del comitato direttivo dell'Accademia Nazionale di Santa Cecilia a Roma. È stato inoltre direttore artistico del Teatro alla Scala di Milano dal 1995 al 1997 e sovrintendente del Teatro dell'Opera di Roma.

## La musica per il cinema
Ha composto anche colonne sonore per film e musiche di scena; tra esse, la colonna sonora del film La bellezza del diavolo di René Clair ed il commento musicale di Racconto di un affresco (1941), film di Luciano Emmer sull'opera realizzata da Giotto nella Cappella degli Scrovegni.
Nel corso della sua lunga carriera gli sono stati conferiti numerosi riconoscimenti ufficiali: nel 1991 è stato eletto membro della Koninlijke Academie voor Wetenschappen, Letteren en Schone Kunsten del Belgio; inoltre è stato nominato Commandeur des Art et des Lettres della Académie des Arts et des Lettres in Francia.
Grande conoscitore della musica del Novecento, ha studiato attentamente le espressioni musicali del secolo, inclusa la dodecafonia; compositivamente, però, non aderì ufficialmente a nessuna scuola, nel tentativo di creare un linguaggio personale di facile identificazione.

## Composizioni principali

### Musica sinfonica
- Suite su canti natalizi della Transilvania
- Meditazioni sopra un antico canto russo
- Musica per archi (Meloritmi)
- Concerto per pianoforte e orchestra ‘'Variazioni concertanti su una serie dodecafonica del Don Giovanni di Mozart'’ (1955 al Teatro La Fenice di Venezia con Franco Caracciolo (direttore d'orchestra)
- Concerto per chitarra  e orchestra ‘'Ode super Chrysaea Phorminx'’
- Concerto per arpa e orchestra ‘'Musica concertata (sonetto a Orfeo)'’
- Concerto italiano per pianoforte e orchestra, 2012

### Balletti
- La strada del caffè
- La dama delle camelie
- Il gabbiano
- Die Wederkehr

### Musica da camera
- Serenata per dodici strumenti
- Divertimento per undici strumenti
- Studi dodecafonici per pianoforte, 1943
- Variazioni intorno all'ultima mazurka di Chopin per pianoforte, 1964
- Sognando il sogno: variazioni su una variazione per pianoforte, 1971
- Tre poesie di Montale per baritono e pianoforte, 1976
- Tetraktys per quartetto d'archi, 1954, modificato nel 1984
- Melodia variata per violino, 1989
- Il magico flauto di Severino per flauto e pianoforte
- Mutazioni nel segno di Bach per chitarra sola
- Storia di una mamma per soprano e pianoforte. Racconto musicale in 1 atto tratto dal racconto eponimo di H.K. Andersen
- Opus Triplex per pianoforte, 2004

## Pubblicazioni musicologiche
- Modernità e tradizione nella musica contemporanea, Torino, Einaudi, 1955
- Luigi Dallapiccola, Milano, Suvini Zerboni, 1957
- Strawinsky, Torino, Einaudi, 1958
- Storia della dodecafonia, Milano, Suvini Zerboni, 1958
- Introduzione alla civiltà musicale, Bologna, Zanichelli, 1988
- Capire la musica, Firenze, Giunti, 1989, ISBN 880920154X
- Architettura di un capolavoro. Analisi della Sagra della primavera di Igor Stravinsky, Torino, BMG Publications, 2005 – ISBN 88-7592-802-9
- Vivere la musica: un racconto autobiografico, a cura di Vittorio Bonolis e Silvia Cappellini, Torino, Einaudi, 2011 - ISBN 978-88-06-20950-6

## Colonne sonore
- Eugenia Grandet, regia di Mario Soldati (1947)
- Bosch, regia di Luciano Emmer ed Enrico Gras (1947)
- Donne senza nome, regia di Géza von Radványi (1949)
- Le mura di Malapaga, regia di René Clément (1949)
- La sposa non può attendere, regia di Gianni Franciolini (1949)
- La bellezza del diavolo, regia di René Clair (1949)
- Domenica d'agosto, regia di Luciano Emmer (1950)
- Gli ultimi giorni di Pompei, regia di Marcel L'Herbier e Paolo Moffa (1950)
- Tre passi a nord, regia di W. Lee Wilder (1951)
- Incantesimo tragico (Oliva), regia di Mario Sequi (1951)
- Parigi è sempre Parigi, regia di Luciano Emmer (1951)
- Ho scelto l'amore, regia di Mario Zampi (1953)
- Rivalità, regia di Giuliano Biagetti (1953)
- Cavallina storna, regia di Giulio Morelli (1953)
- Destini di donne, regia di Marcello Pagliero (1953)
- Due donne, regia di Marcello Pagliero (1953)
- Dieci anni della nostra vita, regia di Romolo Marcellini (1953)
- Giulietta e Romeo, regia di Renato Castellani (1954)
- Gli eroi dell'artide, regia di Luciano Emmer (1954)
- Camilla, regia di Luciano Emmer (1954)
- I tre ladri, regia di Lionello De Felice (1955)
- Non c'è amore più grande, regia di Giorgio Bianchi (1955)
- Mio zio Giacinto (Mi tío Jacinto), regia di Ladislao Vajda (1956)
- I sogni nel cassetto, regia di Renato Castellani (1956)
- I giorni più belli, regia di Mario Mattoli (1956)
- Lauta mancia, regia di Fabio De Agostini (1956)
- Una pelliccia di visone, regia di Glauco Pellegrini (1956)
- Kean - Genio e sregolatezza, regia di Vittorio Gassman (1956)
- Paradiso terrestre, regia di Luciano Emmer (1957)
- I vampiri, regia di Riccardo Freda (1957)
- La redenzione, regia di Vincenzo Lucci Chiarissi (1958)
- La legge, regia di Jules Dassin (1958)
- Una vita - Il dramma di una sposa (Une vie), regia di Alexandre Astruc (1958)
- La sfida, regia di Francesco Rosi (1958)
- Nella città l'inferno, regia di Leandro Castellani (1958)
- Il figlio del corsaro rosso, regia di Primo Zeglio (1959)
- I sicari di Hitler, regia di Ralph Habib (1959)
- Caltiki, il mostro immortale, regia di Riccardo Freda (1959)
- Il mistero dei tre continenti, regia di William Dieterle (1960)
- La ragazza in vetrina, regia di Luciano Emmer (1960)
- Un figlio d'oggi, regia di Marino Girolami (1961)
- Ursus, regia di Carlo Campogalliani (1961)
- Scano Boa, regia di Renato Dall'Ara (1961)
- L'orribile segreto del dr. Hichcock, regia di Riccardo Freda (1962)
- Controsesso, regia di Renato Castellani (1964)
- La Fantarca, regia Vittorio Cottafavi (1966)
- La vita di Leonardo Da Vinci, regia di Renato Castellani (1971)
- Verdi, regia di Renato Castellani (1982)
- Il giovane Toscanini, regia di Franco Zeffirelli (1988)

## Musiche per il teatro
- La fiera delle maschere, con Achille Millo, Rossella Falk, Nino Manfredi, Vittoria Martello, Marina Bonfigli, Alberto Bonucci, Tino Buazzelli, Arnoldo Foà, Luciano Salce, regia di Vito Pandolfi, musiche Roman Vlad; 22 agosto 1947.
- Intermezzo, di Jean Giraudoux, con Anna Proclemer, Nino Manfredi, Tino Buazzelli, Paolo Panelli, Manlio Busoni, Elsa Albani, Nietta Zocchi, musiche di Roman Vlad, regia Mario Ferrero; Teatro delle Arti 6 marzo 1951.

## Programmi radiofonici Eiar
- Musiche romene, con il soprano Clara Saghin al piano Roman Vlad trasmessa il 10 maggio 1942

## Programmi radiofonici Rai
- Musiche da camera contemporanee, eseguite al pianoforte da Roman Vlad, trasmessa il 27 gennaio 1946.
- Musiche russe, concerto con i pianisti Giorgio Favaretto e Roman Vlad, trasmesso 3 luglio 1947

## Prosa radiofonica RAI
- Miguel Manara, sei quadri di Oscar Milosz, con Tino Carraro, Manlio Busoni, Loris Gizzi, Gianni Santuccio, Michele Kalamera, Ilaria Occhini, Massimo Foschi, Giancarlo Giannini, musiche di Roman Vlad, regia di Orazio Costa Giovangigli 5 ottobre 1962.

## Prosa televisiva RAI
- Cieli alti, commedia di Diego Fabbri, musiche di Roman Vlad, regia di Daniele D'Anza, trasmessa il 6 marzo 1960.
- Il primogenito, di Christopher Fry musica R. Vlad, regia di Orazio Costa 1964.